# IS Open de Tenis 2012
L'IS Open de Tenis 2012 è stato un torneo professionistico di tennis maschile giocato sulla terra rossa. È stata la 1ª edizione del torneo che fa parte dell'ATP Challenger Tour nell'ambito dell'ATP Challenger Tour 2012. Si è giocato a San Paolo in Brasile dal 23 al 29 aprile 2012.

## Partecipanti

### Teste di serie
| Nazionalità | Giocatore              | Ranking* | Testa di serie |
| ----------- | ---------------------- | -------- | -------------- |
| Slovenia    | Blaž Kavčič            | 104      | 1              |
| Cile        | Paul Capdeville        | 113      | 2              |
| Brasile     | Ricardo Mello          | 123      | 3              |
| Brasile     | Rogério Dutra da Silva | 125      | 4              |
| Brasile     | Thiago Alves           | 152      | 5              |
| Argentina   | Martín Alund           | 158      | 6              |
| Brasile     | Júlio Silva            | 166      | 7              |
| Colombia    | Carlos Salamanca       | 176      | 8              |

- Ranking al 16 aprile 2012.

### Altri partecipanti
Giocatori che hanno ricevuto una wild card:
- Enrique Bogo
- Tiago Fernandes
- Fernando Romboli
- João Pedro Sorgi

Giocatori che hanno ricevuto uno special exempt per entrare nel tabellone principale:
- Ricardo Hocevar

Giocatori passati dalle qualificazioni:
- Guido Andreozzi
- Alberto Brizzi
- Damir Džumhur
- Leonardo Kirche
- Dino Marcan (lucku loser)

## Campioni

### Singolare
Blaž Kavčič ha battuto in finale  Júlio Silva con il punteggio di 6–3, 7–5

### Doppio
Paul Capdeville /  Marcel Felder hanno battuto in finale  André Ghem /  João Pedro Sorgi, 7–5, 6–3